# Lawrence Trevor Picachy
Lawrence Trevor Picachy, S.J., indijski rimskokatoliški duhovnik, škof in kardinal, * 7. avgust 1916, Lebong, † 29. november 1992.

## Življenjepis
21. novembra 1947 je prejel duhovniško posvečenje.
2. julija 1962 je bil imenovan za škofa Jamshedpura; 9. septembra istega leta je prejel škofovsko posvečenje.
29. maja 1969 je postal nadškof Kalkute.
24. maja 1976 je bil povzdignjen v kardinala in imenovan za kardinal-duhovnika S. Cuore di Maria.
Z nadškofovskega mesta je odstopil 5. aprila 1986.